# Herbert W. Roesky

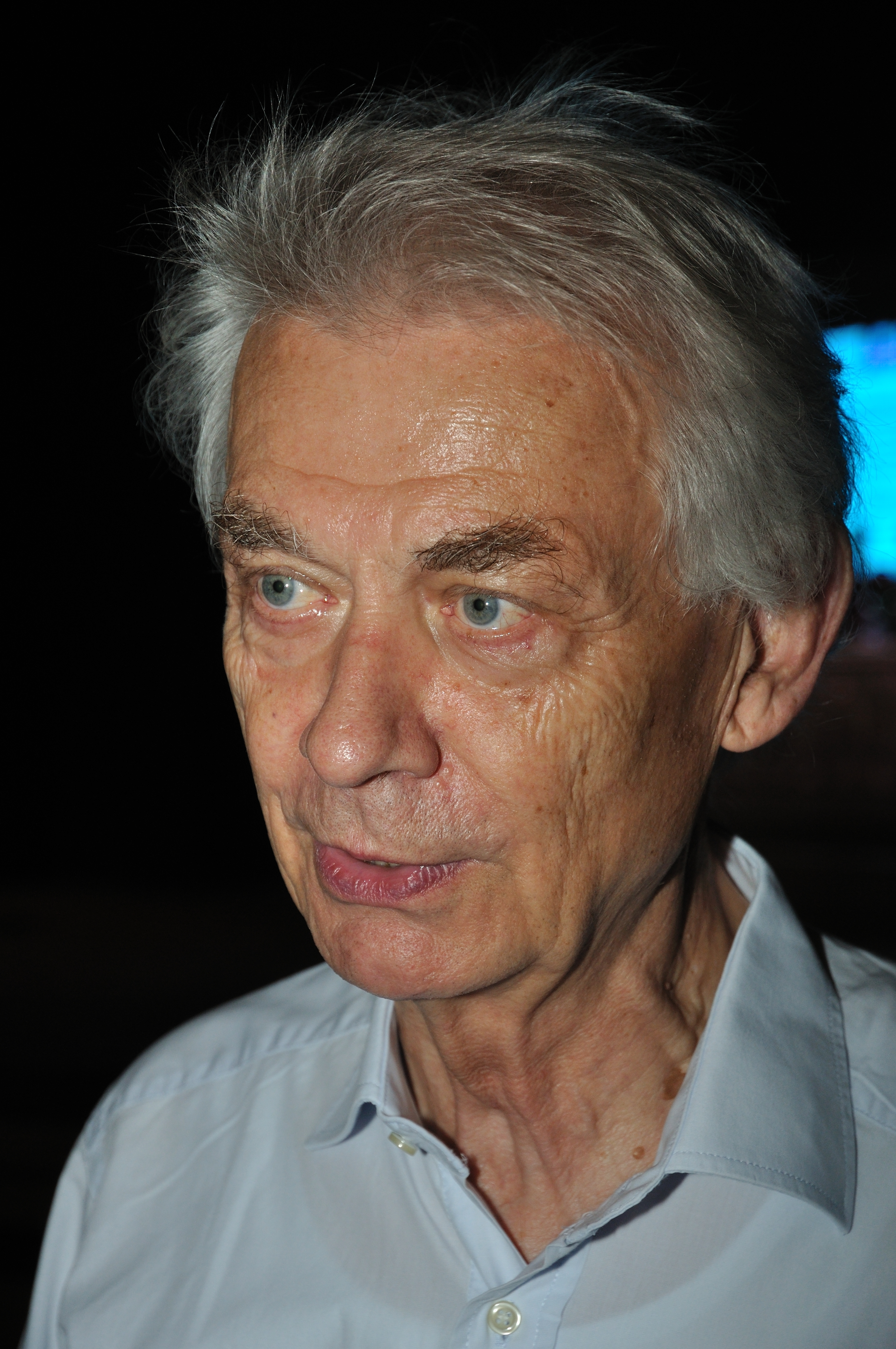
Herbert W. Roesky

Herbert Walter Roesky (* 6. November 1935 in Laukischken, Ostpreußen) ist ein deutscher Chemiker.

## Leben
Herbert Walter Roesky wurde 1963 in Göttingen promoviert. Nach einem Postdoc bei DuPont in Wilmington (Delaware, USA) habilitierte er im Jahre 1967. Roesky war von 1971 bis 1980 Professor für Anorganische Chemie an der Johann Wolfgang Goethe-Universität Frankfurt am Main, von 1973 bis 1976 Direktor des Instituts für Anorganische Chemie. 1980 erhielt er einen Ruf als Ordinarius und Direktor des Instituts für Anorganische Chemie an die Georg-August-Universität Göttingen. Von 1985 bis 1987 war er Dekan des Fachbereichs Chemie. 2004 wurde er emeritiert.
Herbert Roeskys Sohn Peter Roesky (* 1967) ist ebenfalls Professor der Chemie und mittlerweile am Karlsruher Institut für Technologie tätig.

## Wirken
Roesky wurde vor allem bekannt durch seine Arbeiten auf dem Gebiet der Fluorverbindungen, der Schwefel-Stickstoff-Heterozyklen sowie Arbeiten auf dem Übergangsgebiet zwischen klassischer anorganischer Koordinationschemie und der metallorganischen Chemie. Pionierarbeit leistete er auf dem Gebiet der Metallophosphazene.
Er hat zahlreiche Veröffentlichungen publiziert, darunter über 700 Veröffentlichungen in international renommierten Zeitschriften.
Roesky war als Wissenschaftler international gefragt. Er hatte Gastprofessuren an der Auburn University (1984), am Tokyo Institute of Technology (1987), an der Universität Kyōto (1992) und an der University of Iowa (1995) inne. Er lehrte als Gastwissenschaftler an der University of Texas at Austin (George and Pauline Watt Centennial Lecturer 1995) und an der Texas A&M University (Frontier Lecturer 1995). 2004 wurde er Adjunct Professor  an der Northern Illinois University sowie Honorarprofessor an der Central South University in Changsha, China. 2005 folgte eine Honorarprofessur an der Peking-Universität und 2006 eine Außerordentliche Professur am Indian Institute of Technology Bombay IIT. Von 2002 bis April 2008 war Roesky Präsident der Akademie der Wissenschaften zu Göttingen.

## Ehrungen und Mitgliedschaften
Wissenschaftspreise
- Alexander-von-Humboldt-Preis (1986)
- Gottfried-Wilhelm-Leibniz-Preis (1988)
- Alfred-Stock-Gedächtnispreis (1990)
- Georg-Ernst-Stahl-Medaille (1990)
- Manfred und Wolfgang Flad-Preis (1994)
- Literaturpreis des Fonds der Chemischen Industrie (1995)
- Grand Prix de la Fondation de la Maison de la Chimie (1998)
- Wilkinson Prize (1998)
- Blaise-Pascal-Medaille (2015)
- WACKER Silicone Award (2018)

Ehrungen
- Ehrendoktorwürde der Nankai-Universität in Tianjin, China (1990)
- Ehrendoktorwürde der Universität Bielefeld (1992)
- Ehrendoktorwürde der Masaryk-Universität in Brno, Tschechische Republik (1994)
- Ehrendoktorwürde der Universität Bukarest, Rumänien (1995)
- Ehrenmitglied der Indian Academy of Sciences (1997)
- Ehrenmitglied der Materials Research Society of India (1997)
- Ehrendoktorwürde der Université Paul Sabatier Toulouse III in Toulouse, Frankreich (2000)
- Ehrenmitglied der Chemical Research Society of India (2001)
- Ehrenmitglied der Académie des sciences (2002)
- Mitglied der Leibniz-Sozietät, Berlin (2003)
- Ehrendoktorwürde der University of Missouri-Columbia, Missouri, USA (2005)
- Ehrenmitglied der Royal Society of Chemistry (RSC) in London (2006)
- Ehrenmitglied der Rumänischen Akademie (2006)

Mitgliedschaften
- Ordentliches Mitglied der Akademie der Wissenschaften zu Göttingen (1983)
- Mitglied der Akademie der Naturforscher Leopoldina (1986)[1]
- Korrespondierendes Mitglied der Österreichischen Akademie der Wissenschaften (1987)[2]
- Mitglied des Senates der Akademie der Naturforscher Leopoldina (1991)
- Ordentliches Mitglied der Academia Europaea (1997)
- Auswärtiges Mitglied der Russischen Akademie der Wissenschaften (1997)[3]
- Korrespondierendes Mitglied der Berlin-Brandenburgischen Akademie der Wissenschaften (1999)
- Ordentliches Mitglied der Europäischen Akademie der Wissenschaften, Brüssel (2002)
- Gewähltes Mitglied der Leibniz-Sozietät der Wissenschaften zu Berlin (2003)
- Ordentliches Mitglied der Europäischen Akademie der Wissenschaften und Künste, Salzburg (2004)
- Korrespondierendes Mitglied der Academia Nacional de Ciencias Exactas, Fisicas y Naturales, Buenos Aires, Argentinien (2004)
- Mitglied der Deutschen Akademie der Technikwissenschaften (Acatech)

## Veröffentlichungen (Auswahl)
- mit Klaus Moeckel: Chemische Kabinettstücke. 200 spektakuläre Experimente mit geistreichen Zitaten. Verlag Wiley-VCH, Weinheim 1994; 2., korrigierter Nachdruck: ebenda 2000, ISBN 3-527-29426-0.
- Glanzlichter Chemischer Experimentierkunst. Verlag Wiley-VCH, Weinheim 2006, ISBN 3-527-31511-X.
- Chemie en miniature. Verlag Wiley-VCH, Weinheim 2001, ISBN 3-527-29564-X.